# 门炳岳
门炳岳（1891年6月24日—1944年8月12日），字湘文，河北东光县于集乡程庄人，国民革命军骑兵中将。

## 生平
祖父门端朝。父门树藩，字彤卿，岁贡生。
北洋时期追随孙岳，任曹锟卫队旅营长、徐树铮属下褚其祥的参谋长、国民二军少将旅长。北伐时期投靠同学唐生智，任第四集团军参谋长、师长。唐生智被新桂系击败后，1929年1月所部被收编为第52师（叶琪）第155旅。蒋桂战争爆发后，被湘军何键收编为“护党救国军”第三十五军新编第7师第2旅。又因追随唐生智，遭南京国民政府通缉，亡命北平。1933年投蒋，任北平军分会少将高参、庐山军官训练团军事教员、中央嫡系骑兵第七师中将师长。抗战爆发后该师成立骑兵第六军兼军长。1939年至1940年傅作义部绥西三战役，其中第一战包头战役，傅作义各部分路直插敌后合击攻入包头市区，原部署门炳岳骑兵师从伊盟北渡黄河切断归绥至包头的铁路阻援，但日军仍然驰援成功，将突入包头的傅军包围，傅军伤亡惨重，包头得而复失。傅作义认为这是门截击不利所致，诿罪于门。此后两场战役——绥西战役、五原战役，门炳岳骑兵师也表现平平。门被召回重庆竭蒋述职，蒋则不待门启齿，即滔滔质询，语多指责。门炳岳力谏原委，蒋乃慰门炳岳再回河套带兵。但门已经向军政部长何应钦递交辞呈。1940年夏任国民政府军事委员会骑兵监，把原来仅20余人的机关扩大为百余人。由于精通德语，1944年春作为中国军方代表赴印度参加中英美苏联合参谋会议。回重庆，从璧山国民政府军事委员会军训部（牛角湾）到壁山县城的分监部路上因中暑暴毙“一天门”（今璧山县城东璧泉乡牛角湾军医院附近）路边。 

## 家人
- 原配马氏
- 继配吴湘华（1910-1978），湖南益阳人，北平女子中学毕业。[3]
- 长女门燕资，广州工学院电力本科毕业，水电部水利水电规划设计总院高级工程师；婿张福熙，华能国际电力开发公司工程部经理，高级工程师。
- 长子门楚瀛（1932-），北京市经委工业技木开发中心工程师。长媳任开信，北京广播器材厂工程师。
- 次子门东湖，北京市第三住宅建筑工程公司技术科工程师。次媳陈梦清，北京电线厂医务室大夫。
- 二女门冀阳，北京市政二公司助理工程师；婿宁伯才，北京市政一公司工程师。